# Braintree (Massachusetts)
Pour les articles homonymes, voir Braintree.
Braintree est une ville du comté de Norfolk dans le Massachusetts aux États-Unis.

## Éducation
Braintree abrite divers établissements d'enseignement, tant privés que publics.

### Enseignement primaire et secondaire public
L'enseignement public aux niveaux primaire et secondaire est géré par Braintree Public Schools (BPS), un système qui comprend un jardin d'enfants, six écoles élémentaires, deux collèges et un lycée.
Les lycées publics: Lycée de Braintree
Les collèges publics: Collège de l'Est, Collège du Sud
Écoles primaires publiques: École primaire Flaherty, École primaire des Highlands, École primaire Hollis, École élémentaire de la Liberté, École primaire Morrison, École primaire Ross

### Enseignement privé et alternatif
Les établissements d'enseignement privés et alternatifs de Braintree comprennent Thayer Academy (TA), Archbishop Williams High School (AWHS) et CATS Academy. L'établissement d'enseignement à but non lucratif de Braintree comprend L'Association mondiale de l'éducation économique.

## Économie
Le siège de la société de fournitures et de services pour les produits sanguins Haemonetics se trouve à Braintree.

## Personnalités liées à la commune
- Mark Dery, journaliste et inventeur de l'afro-futurisme est né dans la commune en décembre 1959.